# SkyDiver (attractie)
De SkyDiver is een attractie ontwikkeld door Funtime. Het is een vrijevalattractie, maar aan staalkabels in plaats van een toren. Een rit in de attractie gelijkt op skydiven. De attractie vertoont gelijkenissen met de Skycoaster van Ride Entertainment Group.

## Verloop
De SkyDiver is een betaalattractie in attractieparken. Een bezoeker stapt in een veiligheidsharnas van één, twee of drie personen. Vanaf twee hoge stalen torens worden twee staalkabels neergelaten waarvan één aan het harnas wordt bevestigd. De tweede wordt bevestigd aan de eerste kabel. Vervolgens tilt de eerste kabel de bezoekers zo'n 4 meter de lucht in, waarna de tweede kabel volledig inrolt. Wanneer de bezoekers helemaal boven zijn, laat de tweede kabel los, en de bezoekers beschrijven een halve cirkelbaan. Terwijl de bezoekers telkens terug naar beneden vallen, rolt de eerste kabel in tot ze volledig stilhangen. Daarna wordt de kabel weer ontrold om de bezoekers terug op de grond te plaatsen.

## Technisch
De hoogte die bereikt wordt, bedraagt 60 meter. De maximale snelheid is hoger dan 100 kilometer per uur. Het omhoog tillen en vastmaken van de bezoekers duurt ongeveer 2 minuten, de rit zelf duurt ook ongeveer 2 minuten. De prijs bedraagt ongeveer 20 euro per persoon.